# Faun (vrachtwagenmerk)
Faun was een automerk en vrachtwagenmerk uit Duitsland.
Faun werd opgericht in 1918 door een fusie tussen een carrosseriebouwer en een autofabrikant. Sinds 1920 draagt het bedrijf de naam Faun.

## Specialisatie
Het merk Faun maakte vooral voertuigen voor overheidsinstellingen en is gespecialiseerd in zware kiepwagens. In 1934 bracht Faun een drieassige bakwagen met een laadvermogen van 6 ton op de markt. In 1938 volgde een vierasser met een laadvermogen van 15 ton. Sinds 1969 maakt Faun geen voertuigen meer die geschikt zijn voor het normale wegtransport, maar legt zich toe op speciale voertuigen zoals kranen, vliegveldbrandweerwagens en trekker-opleggers voor Exceptioneel transport.
De naam Faun betekent: Fahrzeugwerke Ansbach u. Nürnberg. Heel lang zijn inbouwmotoren van Deutz gebruikt, maar bijna uitsluitend vloeistofgekoelde (in plaats van luchtgekoelde)
In de jaren '80 werd de firma gesplitst. Een deel ging zich specialiseren op het bouwen van vuilniswagens, een ander op mobiele telescoopkranen, dat werd overgenomen door Tadano en kranen produceert met de dubbele merknaam Tadano Faun.

## Galerij

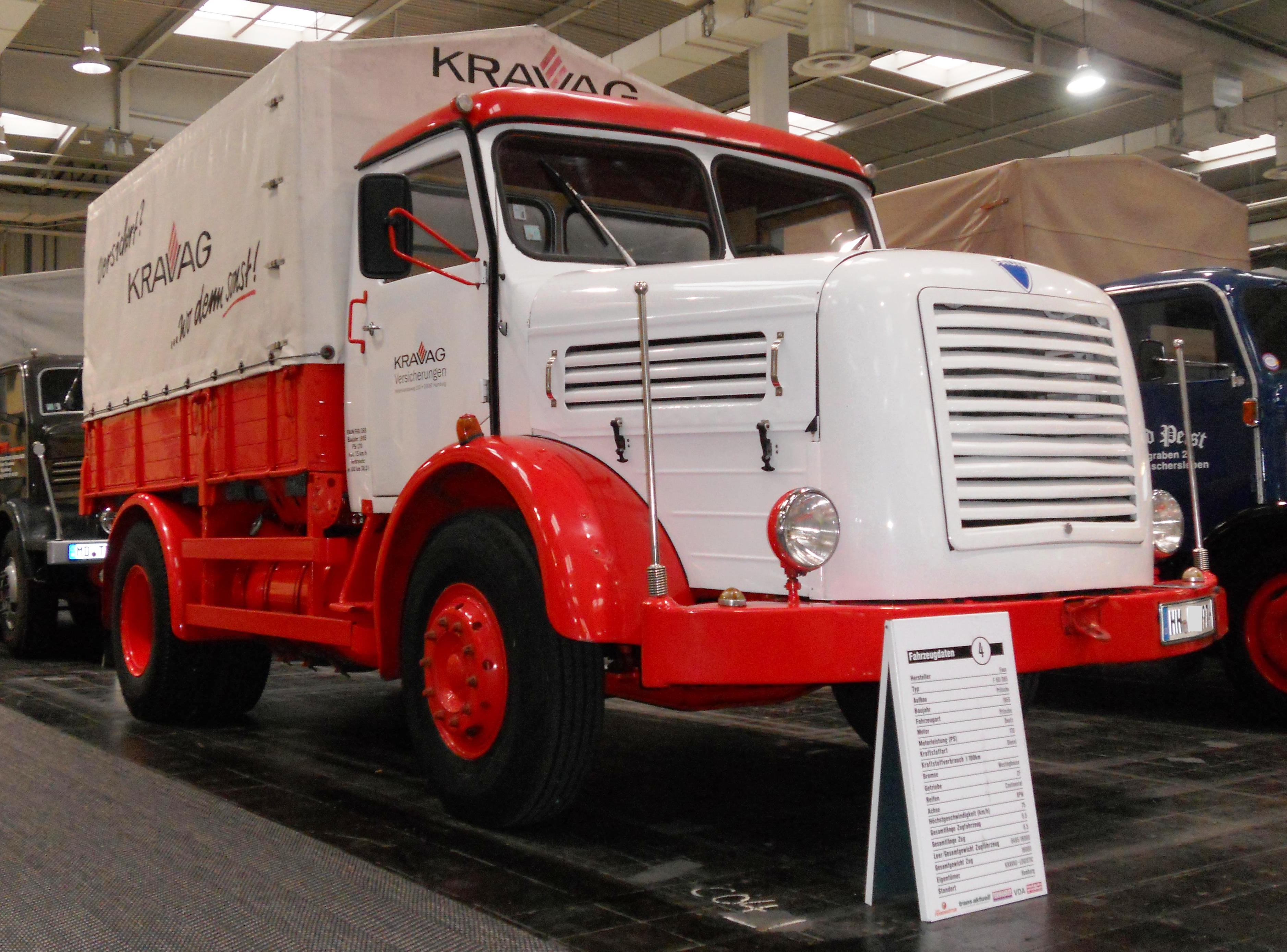
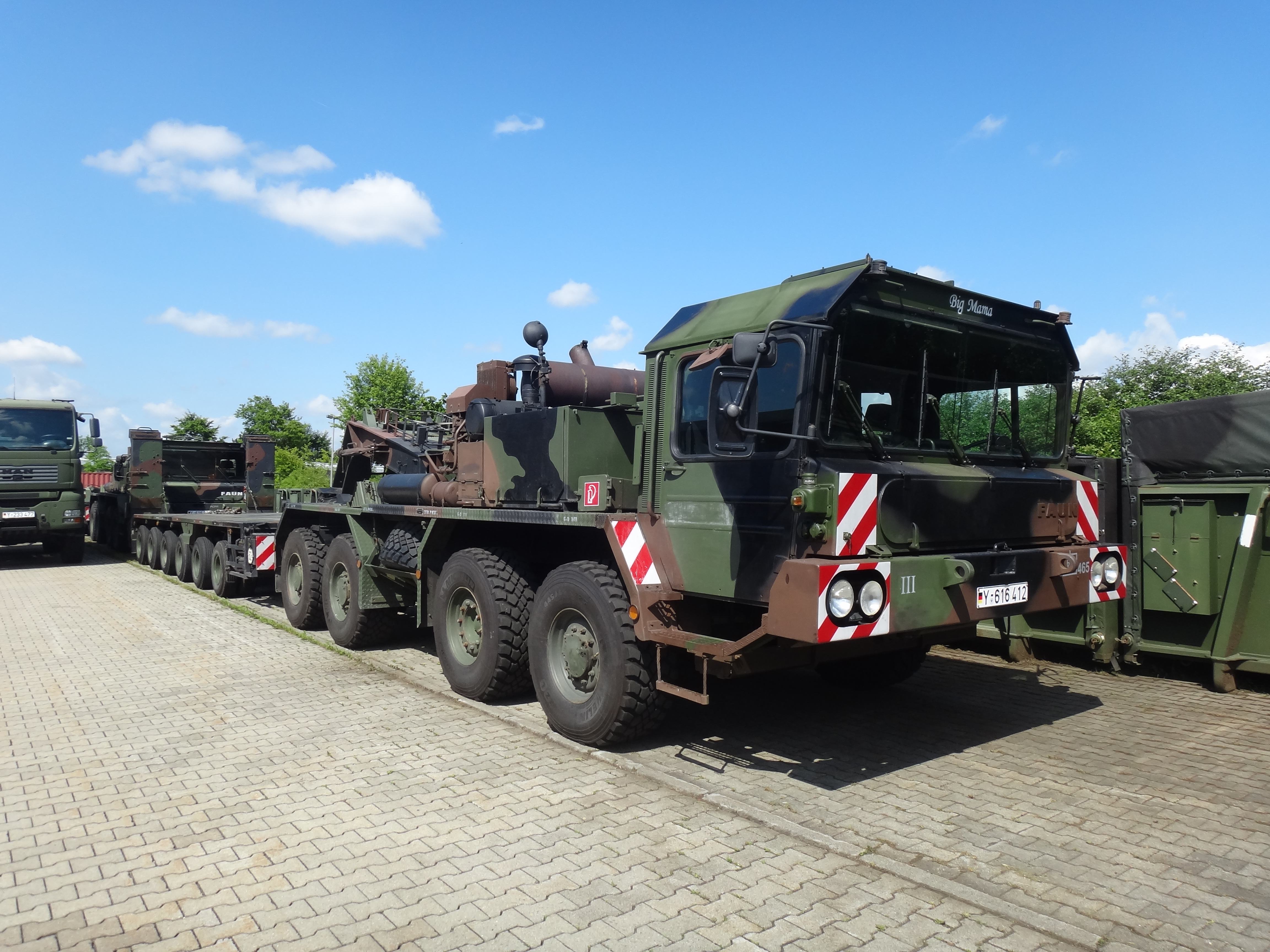
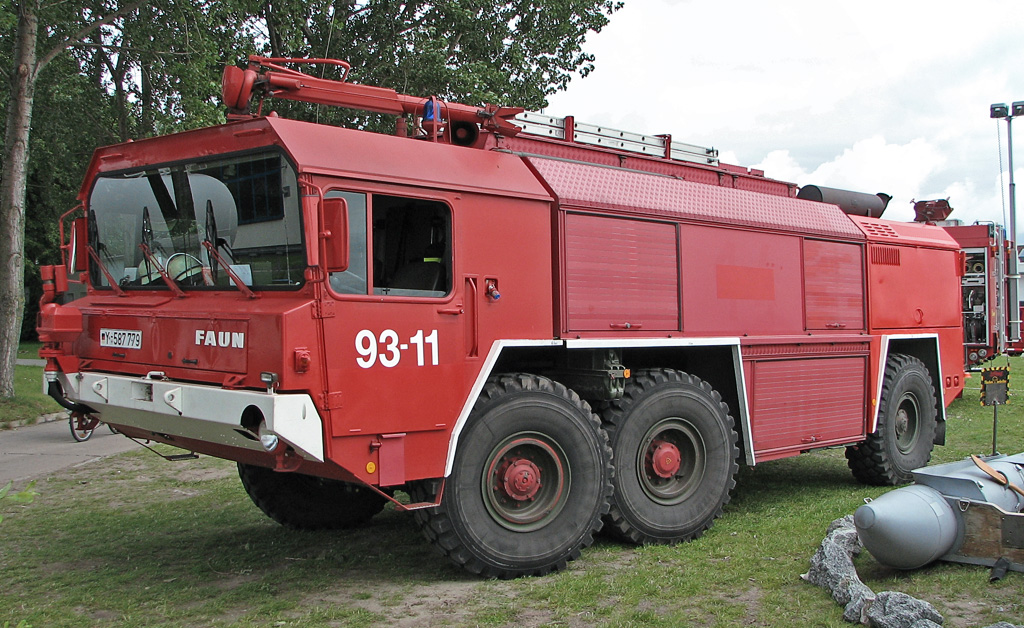
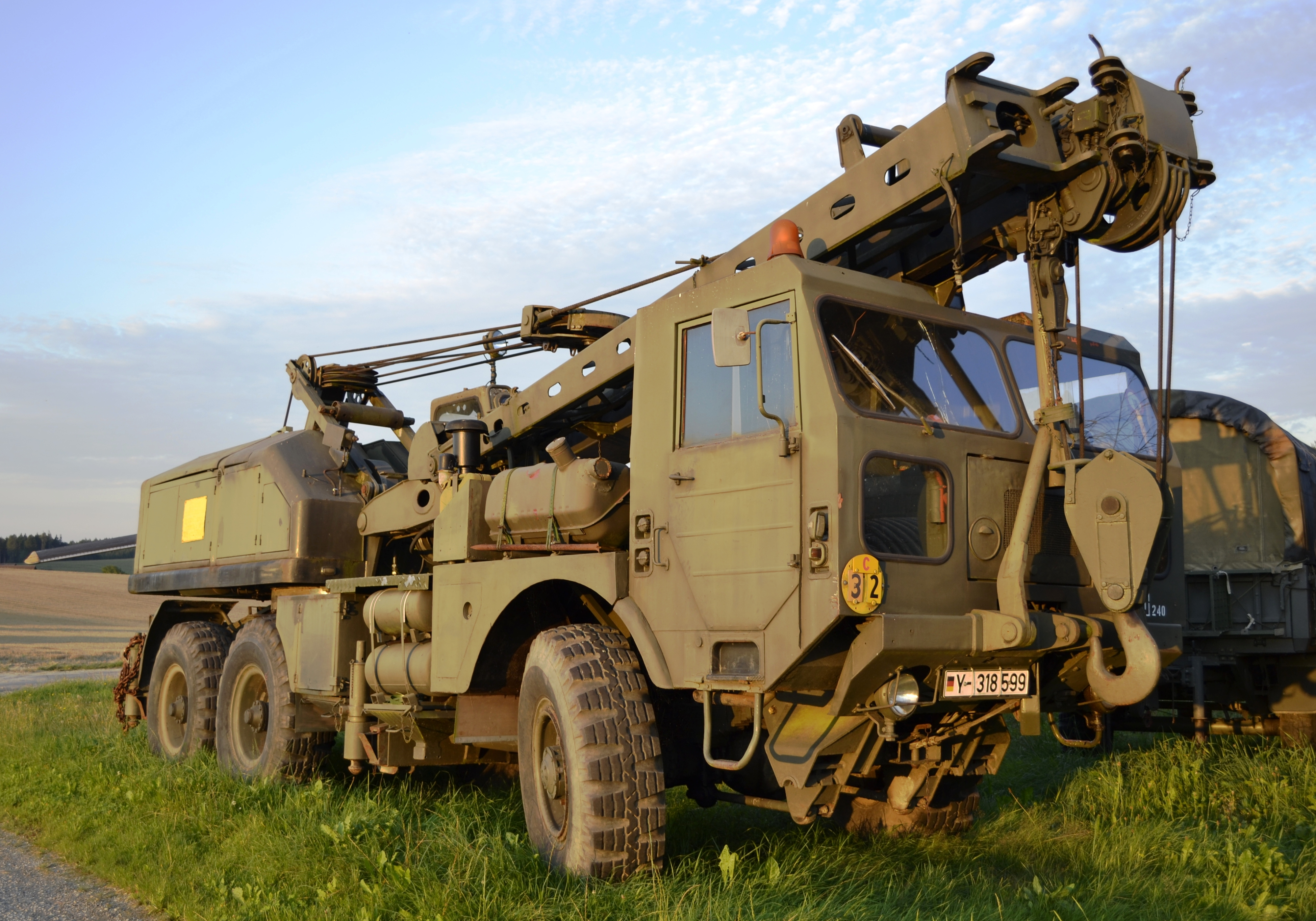
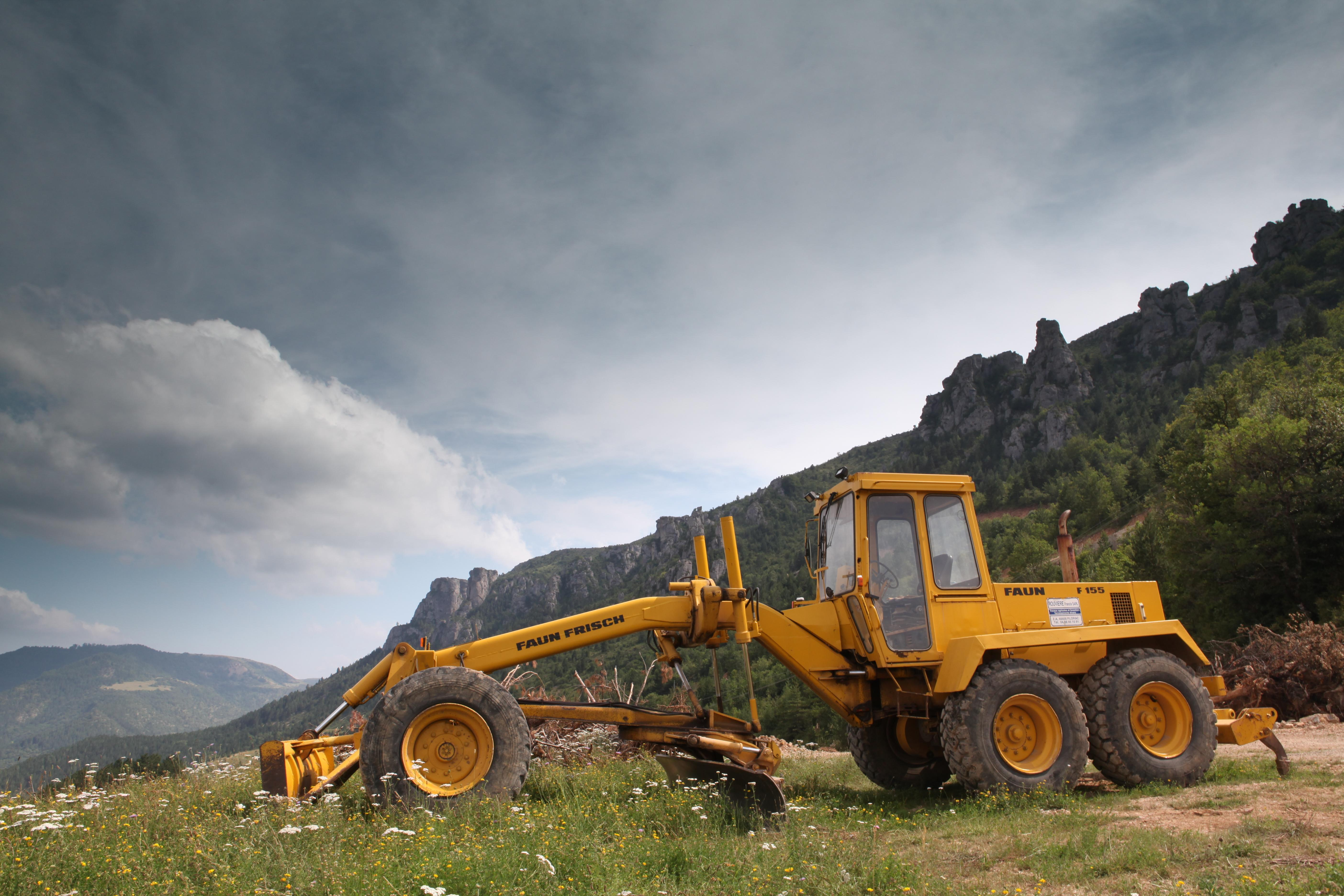
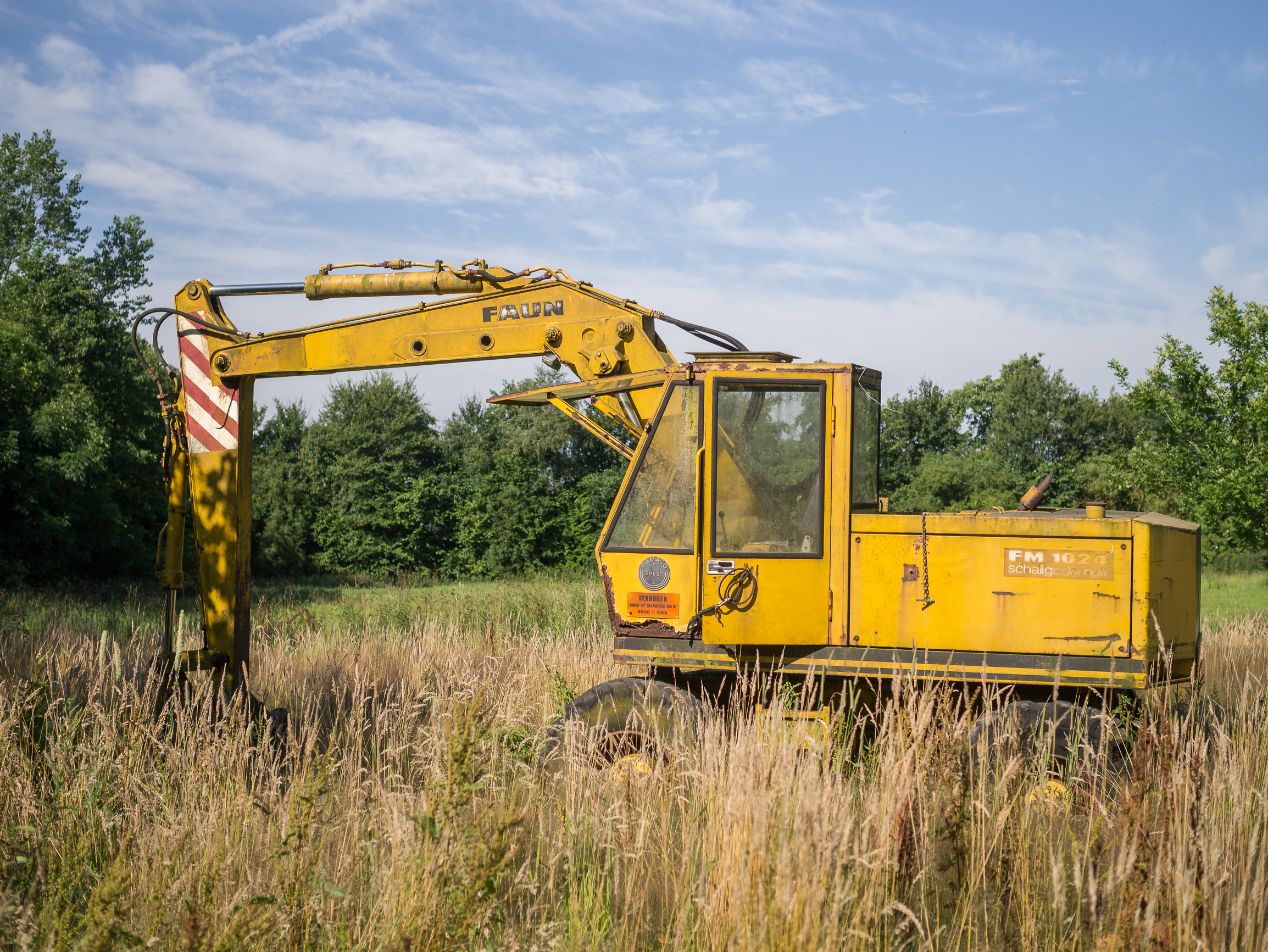
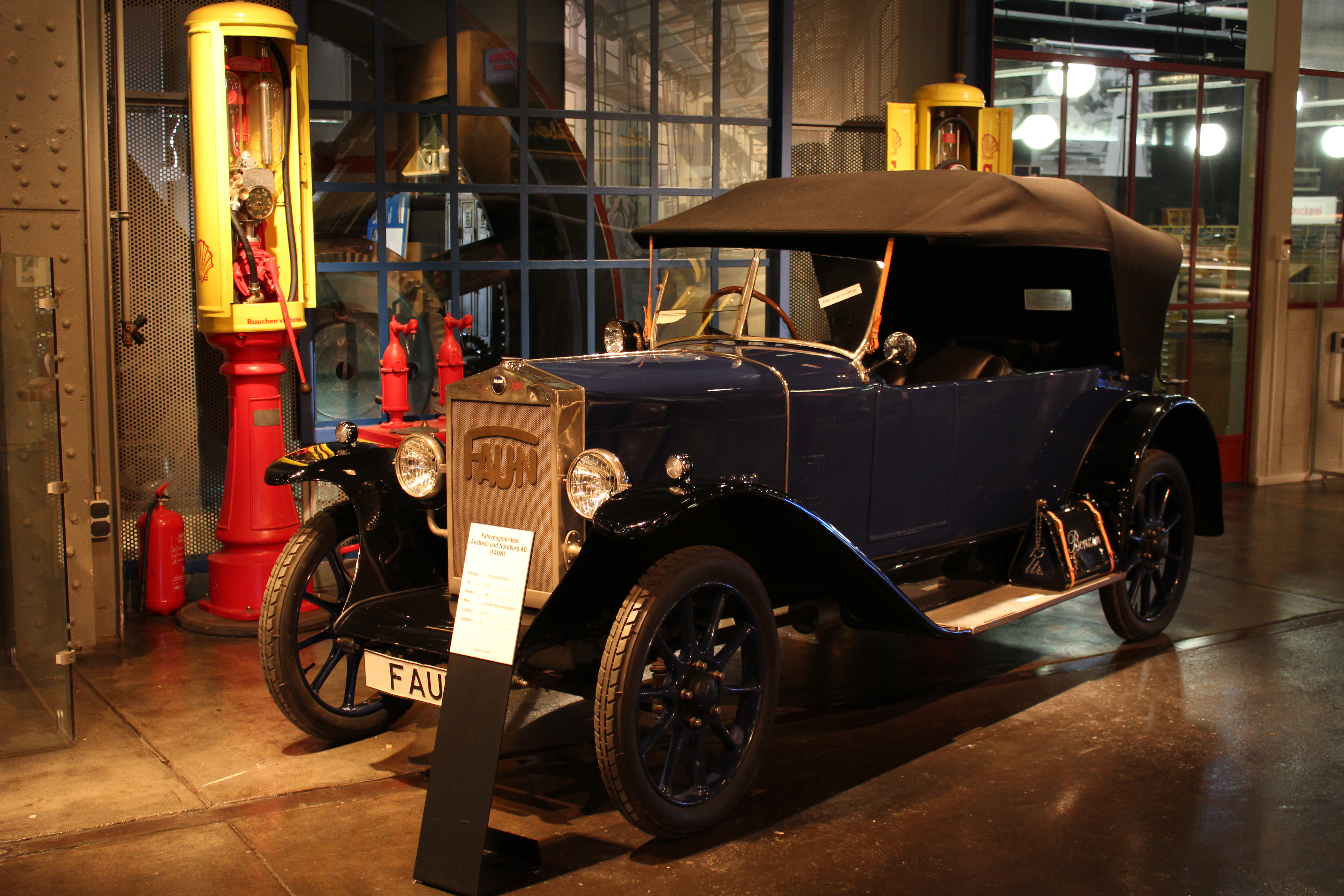
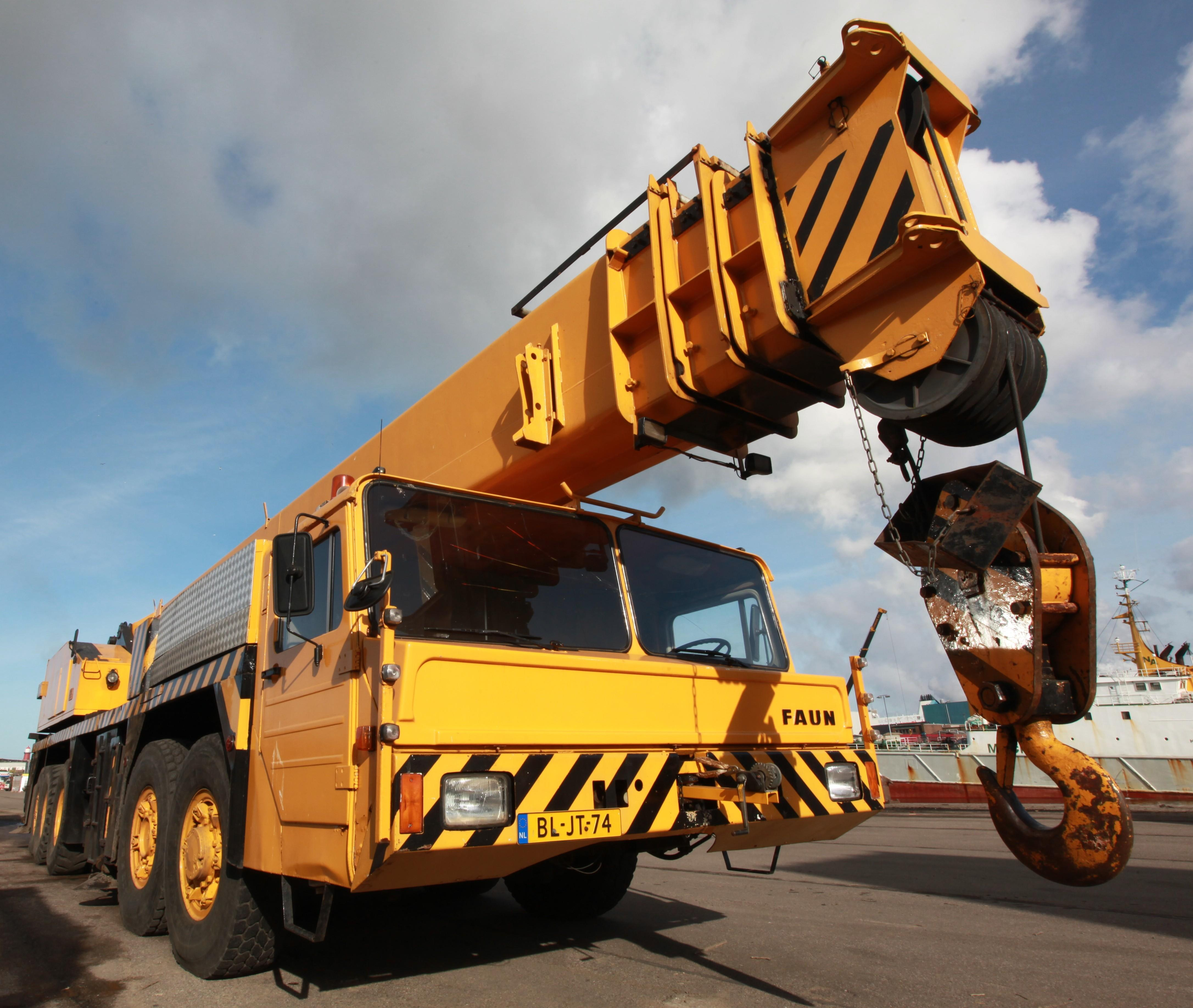